# Visnitztal

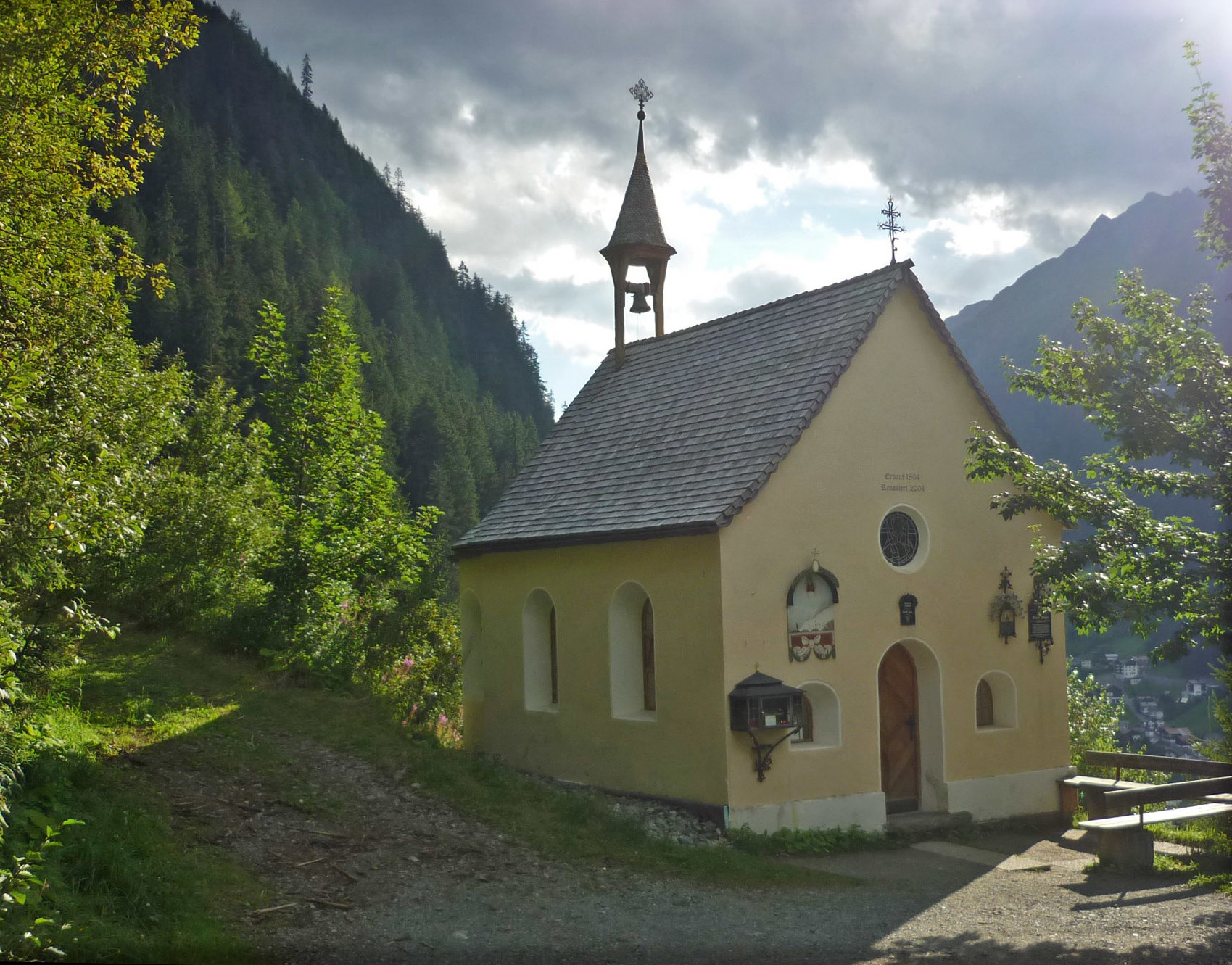
Rotwegkapelle im Visnitztal

Das Visnitztal liegt im österreichischen Land Tirol und gehört zur Gemeinde Kappl. Es liegt auf der orographisch rechten Seite des Paznauntals, erstreckt sich südwärts bis zur Schweizer Grenze und gehört zur Samnaungruppe.
Das Tal wird vom Visnitzbach, der nördlich unterhalb des Visnitzkopfs entspringt und unterhalb von Kappl in die Trisanna mündet, durchflossen.
Im mittleren Bereich oberhalb des Waldes liegt die Visnitzalpe mit einer Almwirtschaft auf 1825 m ü. A.. Weiter nördlich und unterhalb befindet sich der Visnitz-Wasserfall, in dessen Nähe die Rotwegkapelle (1338 m ü. A.) steht. Von ihr hat man einen guten Blick auf Kappl, die Diasalpe und die gegenüberliegende Bergkette, welche bereits im Verwall liegt.
Der Name Visnitz kommt aus dem Rätoromanischen, darin verbirgt sich das lateinische vis, welches ‚Nachbar‘ bedeutet. Die Rätoromanen aus dem Engadin besiedelten das Paznauner Obertal (Ischgl und Galtür) um ca. 1000 n. Chr.  Obwohl sie das wilde Untertal nicht als Dauerwohnraum nutzten, erschlossen sie doch einige Almen, wie zum Beispiel die Visnitz und Dias auf der anderen Paznauntalseite. Die Bajuwaren, die sich im Untertal erst ca. 300 Jahre später (Siedlungswelle des Hochmittelalters) ansiedelten, haben dann wohl die bereits bestehenden rätoromanischen Namen übernommen.
Koordinaten: 47° 2′ 18″ N, 10° 22′ 16″ O

## Nachweis
- Lage auf der Austrian Map (BEV)